# 布倫滕山

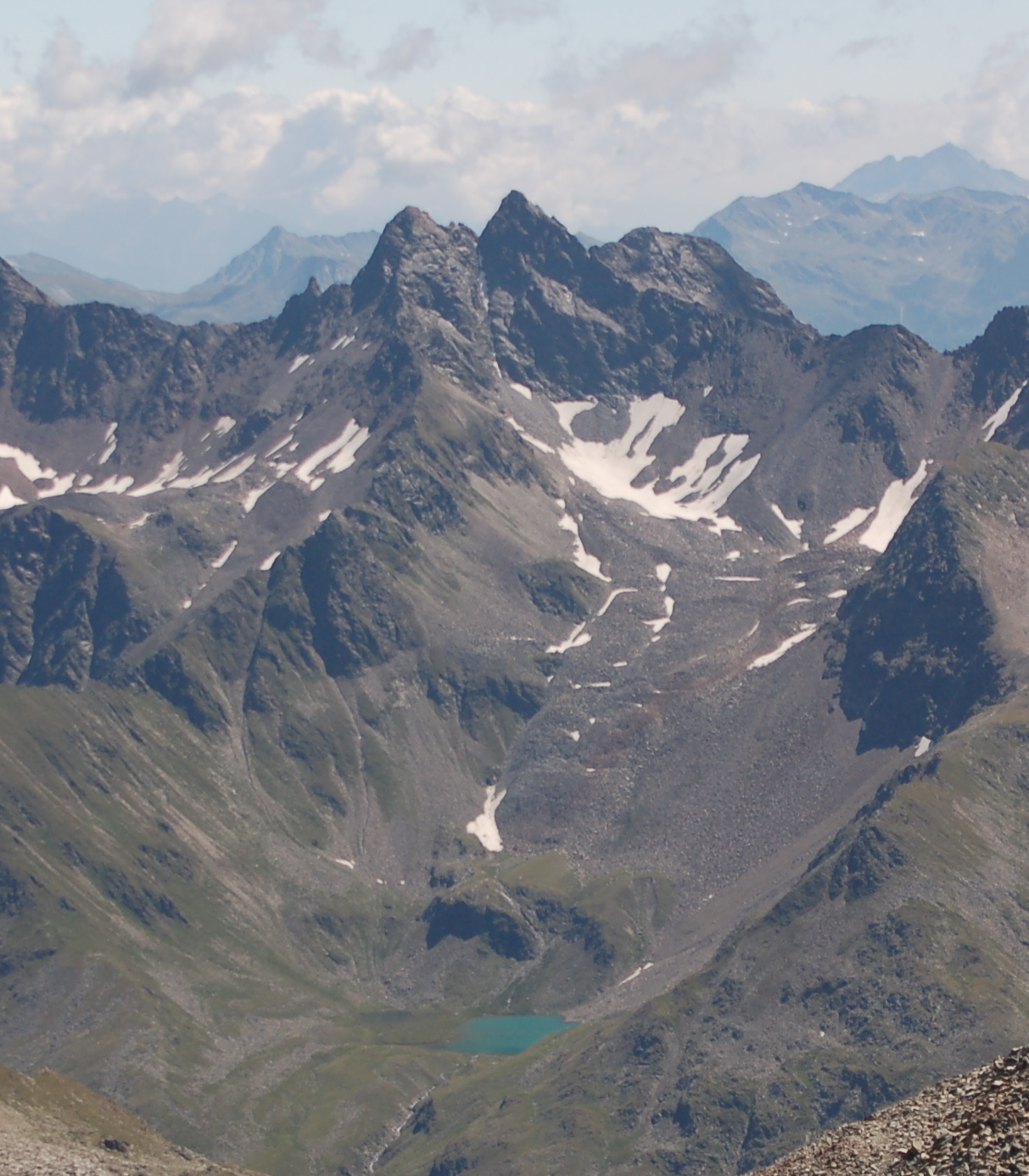

46°59′10″N 12°47′24″E / 46.986179°N 12.790002°E
布倫滕山（德語：Brentenköpfe），是奧地利的山峰，位於該國南部，由克恩頓州負責管轄，屬於舍貝爾山脈的一部分，海拔高度3,019米，人類首次在1890年首次登頂。